# Centrum Informatyczne Uniwersytetu Warszawskiego

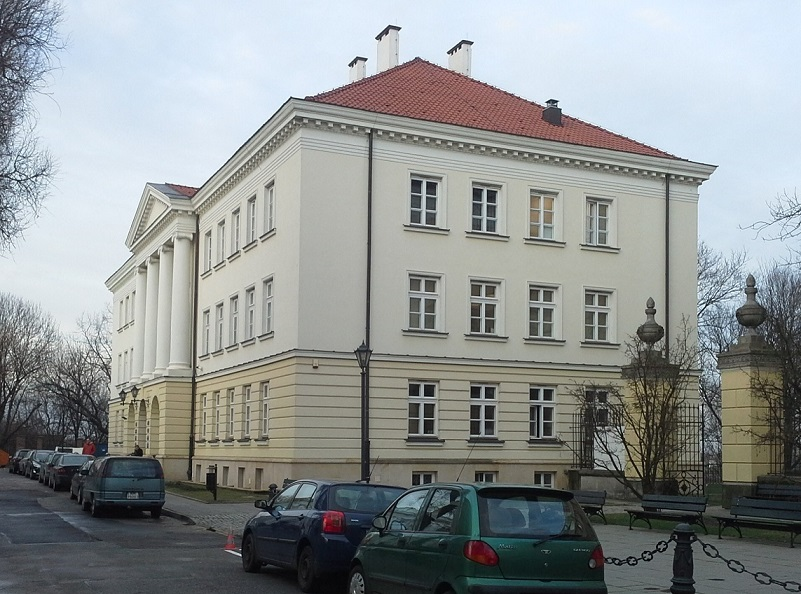
Budynek dawnego Centrum Informatycznego Uniwersytetu Warszawskiego

Centrum Informatyczne Uniwersytetu Warszawskiego (CIUW) – jednostka administracji centralnej Uniwersytetu Warszawskiego działająca do 17 stycznia 2001 roku, na której terenie powstał PLEARN – pierwszy w Polsce węzeł sieci BITNET.
Została powołana 29 września 1979 r. przez Ministerstwo Nauki, Szkolnictwa Wyższego i Techniki. Celem jej działania było organizowanie obsługi informatycznej służb uniwersyteckich oraz wspomaganie informatyczne poszczególnych wydziałów.
Dyrektorami byli kolejno:
- Jerzy Gradowski (1979-1987),
- Janusz Gwiazda (1987-1988),
- Andrzej Zienkiewicz (1988-1990) - późniejszy dyrektor techniczny Zespołu Koordynacyjnego Naukowej i Akademickiej Sieci Komputerowej,
- Tadeusz Węgrzynowski (23 kwietnia 1990 - 31 października 2000).

Od 15 lutego 2000 r. do 30 czerwca 2001 r. p.o. dyrektorem był Bogdan Kostrzewa, który nadzorował proces likwidacji Centrum.

## Lata 80.
W listopadzie 1984 r., na mocy umowy z Zakładem Informatyki Politechniki Wrocławskiej, w CIUWie założono bibliotekę materiałów opracowanych w ramach problemu resortowego RI-14 (pn. „Rozwój komputeryzacji szkół wyższych”). Do jej zadań należało gromadzenie i opracowywanie dokumentacji zakończonych zadań badawczych oraz wdrożeniowych związanych z budową miejskiej sieci komputerowej, udostępnianie tych materiałów upoważnionym jednostkom, a także wydawanie okresowego informatora zawierającego wykaz zgromadzonych dokumentów.
21 września 1989 r. doszło do podpisania porozumienia w sprawie stworzenia Stołecznej Akademickiej Sieci Komputerowej (warszawska część Krajowej Akademickiej Sieci Komputerowej) między grupą miejskich uczelni, na mocy którego Centrum stało się odpowiedzialne za koordynację jej budowy.

## Lata 90.

### PLEARN
Po przyjęciu Polski do EARN 8 kwietnia 1990, w Warszawie w dniach 10-11 kwietnia odbyło się spotkanie przedstawicieli EARN (Alain Auroux, Elisabeth Portneuve, Frode Greisen) z reprezentantami polskiego rządu i uniwersytetów, na którym zdecydowano, że centralnym polskim węzłem sieci zostanie komputer BASF (IBM S/370) znajdujący się w CIUW.
Po blisko 3 miesiącach, podczas których zestawiano fizyczne połączenie kablowe między Warszawą a Kopenhagą, Tadeusz Węgrzynowski wyjechał do Danii i 17 lipca 1990 zainicjował połączenie między DKEARN a PLEARN. Następnie, o godzinie 14:01:20 wysłał pierwszy oficjalny polski e-mail do Andrzeja Smereczyńskiego (administratora nowo powstałego polskiego węzła) o tytule „DZIEN DOBRY Z KOPENHAGI” i następującej treści:

PANIE ANDRZEJU, MILO MI POWITAC PANA Z KOPENHAGI. POZDROWIENIA DLA WSZYSTKICH W CIUW

W odpowiedzi otrzymał:

DZIEN DOBRY PANIE DYREKTORZE. NIGDY JESZCZE NIE BYLO CHYBA TYLE OSOB NA SALI
KOMPUTEROWEJ, I TYLE RADOSCI

Po poprawnym zainicjowaniu połączenia rozpoczęto proces przyłączania różnych ośrodków akademickich do sieci, np. Krakowa (20 listopada 1990) czy Lublina (15 stycznia 1991).
11 września 1995 roku Tadeusz Węgrzynowski otrzymał statuetkę od Kapituły Pomnika Studenta za swój wkład w zapewnianie jednostkom akademickim dostępu do internetu.
Węzeł został oficjalnie zamknięty 15 listopada 2000 roku.

### Współpraca z IBM
W 1990 roku podjęto starania w celu nawiązania współpracy z firmą IBM. W marcu wystosowano oficjalny list do przedstawicielstwa firmy w Wiedniu z prośbą o włączenie UW do Inicjatywy Akademickiej IBM. 28 maja prośba została rozpatrzona pozytywnie, co zostało przypieczętowane porozumieniem o współpracy w obszarze naukowym i akademickim podpisanym 24 maja 1991 roku przez przedstawicieli MEN, rektorów 14 polskich uczelni oraz firmę IBM.
Na jego mocy CIUW otrzymał wielozadaniowy komputer mainframe IBM 3090/170J, którego wydajność była 20-krotnie większa niż dotychczas używanego modelu (IBM 4341). 18 października 1991 roku zainstalowano na nim węzeł PLEARN.
Współpraca obejmowała również stały kontakt pracowników ze specjalistami z Wiednia, którzy nie tylko dostarczali Polakom dokumentacje oraz udzielali informacji na temat sprzętu i oprogramowania, ale także uczestniczyli w serii seminariów organizowanych na UW.

### Współpraca z Urzędem Patentowym RP
W 1991 roku między Urzędem Patentowym RP a CIUWem zawarto umowę o współpracy w zakresie rozwoju i eksploatacji Automatycznego Systemu Informacji Patentowej. W jej ramach na serwerach Centrum zainstalowano i przez 10 lat obsługiwano bazy danych Urzędu, m.in. zapewniano usługi związane z przetwarzaniem i przeszukiwaniem przechowywanych danych o zagranicznych dokumentach patentowych oraz informacji dotyczących ochrony polskich wynalazków.

### POLIP
W styczniu 1991 roku wystąpiono do KBN z wnioskiem o sfinansowanie projektu badawczego POLIP (POLish IP), którego celem było połączenie istniejących w kraju sieci IP w jedną całość, a także zapewnienie dalszego jej rozwoju. Kierownikiem projektu został Antoni Kreczmar, a jako miejsce realizacji wskazano CIUW. 22 października 1991 roku, a więc już po nawiązaniu stabilnej łączności IP z Europą, projekt otrzymał dofinansowanie w kwocie 435 mln zł. W ramach projektu m.in. zakupiono router AGS+ i Sun GSStation, a także zrealizowano połączenia CIUWu z:
- Kopenhagą,
- Wydziałem Fizyki UW,
- Wydziałem Matematyki, Informatyki i Mechaniki UW,
- Centrum Astronomicznym PAN,
- Krakowem,
- Poznaniem.

W grudniu 1991 roku na dziedzińcu UW, pomiędzy budynkiem CIUWu, a Pałacem Kazimierzowskim ustawiono antenę satelitarną, obsługującą połączenie Warszawa – Sztokholm. Rozpoczęła pracę w marcu 1992 roku i przez kilka lat stanowiła główne łącze polskiego internetu. Jej przepustowość początkowo wynosiła 64 kb/s, w marcu 1993 roku wzrosła do 2 Mb/s. W połowie 1996 roku została zastąpiona przez antenę ustawioną na dachu Auditorium Maximum, obsługującą łącze do USA. Później przez pewien czas obsługiwała łącze Warszawa – Toruń, aż w 2008 roku została umieszczona w magazynie, skąd następnie przeniesiono ją w okolice budynku CAMK.

### BazTech
W roku 1998 w ramach inicjatywy tworzenia bazy czasopism o tematyce technicznej (BazTech) podjęto współpracę z CIUW w zakresie oprogramowania. W styczniu 1999 r. bazę udostępniono na serwerze Centrum, a 3 lata później, z powodu jego likwidacji, dane przeniesiono na serwery ICM.

### Inna działalność
Centrum współpracowało także z Uniwersytetem Harvarda przy opracowaniu polskiej wersji przewodnika Readiness Guide for the Networked World, który określał czynniki determinujące gotowość społeczeństwa do uczestniczenia w światowej sieci. W swoim zamyśle miał on służyć za narzędzie pomocne do oceny stopnia zaawansowania stosowanych technologii teleinformatycznych i planowania dalszego rozwoju w tym zakresie
W 2001 roku Centrum było zaangażowane w prace nad raportem UNDP na temat znaczenia technologii informatycznych i telekomunikacyjnych dla rozwoju w Polsce. 

## CIUW dla internautów
Po uruchomieniu PLEARN, w budynku CIUWu utworzono ogólnodostepną salę z lokalnymi terminalami pełnoekranowymi „3270”, pozwalającymi na nieodpłatne korzystanie z podstawowych usług oferowanych przez EARN, takich jak:
- poczta elektroniczna (system „MAILER”),
- transfer zbiorów między użytkownikami (tekstów, programów, danych),
- zdalne wysyłanie zadań do komputerów,
- wymiana krótkich komunikatów między połączonymi użytkownikami,
- grupy dyskusyjne.

Dostępna była także drukarka.
Główny węzeł krajowy pracował pod utworzonym przez firmę IBM systemem VM/SP. Każdy użytkownik musiał posiadać w nim konto przydzielane przez administrację węzła, co było równoznaczne z przyznaniem mu obszaru (zazwyczaj) 1 MB pamięci dyskowej i ze zdefiniowaniem maszyny wirtualnej, do której użytkownik uzyskiwał dostęp po zalogowaniu. Identyfikator konta był także elementem adresu poczty elektronicznej, który miał postać:
<identyfikator> AT <nazwa węzła, np. PLEARN>.
Korzystać z systemu można było lokalnie, na terminalach pełnoekranowych dostępnych w Centrum, albo zdalnie, za pośrednictwem publicznej sieci telefonicznej i wyposażonego w modem komputera osobistego IBM PC. Łączność zdalna wymagała także posiadania zgody na korzystanie z urządzeń telekomunikacyjnych poprzez swoją stację telefoniczną. Można ją było realizować w dwóch głównych trybach:
- symulacji terminala wierszowego typu ASCII – tryb podstawowy, umożliwiający realizację prawie tego samego zestawu komend co z terminala lokalnego, ale bez możliwości posługiwania się klawiszami funkcyjnymi (np. do przewijania ekranu w górę/dół), a więc w mniej wygodny sposób;
- pełnoekranowym – tak jak przy terminalu lokalnym, w tym przypadku komputer nie łączył się bezpośrednio z węzłem sieci EARN, a z Koncentratorem Terminali, w którym należało mieć przyznane oddzielne konto.

Duże zainteresowanie pracą lokalnie spowodowało podjęcie przez dyrektora decyzji o zwiększeniu liczby urządzeń i umieszczeniu ich także w holu budynku.
W 1991 roku Centrum wydało podręcznik dla użytkowników objaśniający, jak korzystać z poczty elektronicznej autorstwa Bogumiły Rykaczewskiej-Wiorogórskiej.
W późniejszym okresie Centrum oferowało studentom dostęp do stacji roboczych z zainstalowanym systemem Windows 95/98/NT, pozwalających na nieodpłatne korzystanie z internetu.
W 1998 roku oddano do użytku stuosobową multimedialną salę konferencyjną, którą wykorzystywano do przeprowadzenia wideokonferencji, zajęć dydaktycznych wymagających dostępu do internetu oraz prezentacji systemów informatycznych wdrażanych dla potrzeb wspomagania zarządzania uczelnią.
Centrum prowadziło też szereg zajęć dydaktycznych, takich jak cotygodniowe kursy korzystania z sieci Internet, szkolenia z zakresu obsługi komputerów osobistych i ich oprogramowania, zajęcia monograficzne na zlecenie wydziałów UW i innych jednostek oraz konsultacje na temat języków oprogramowania czy pakietów statystycznych lub numerycznych.
Stworzono także specjalne laboratorium komputerowe przeznaczone dla osób niewidomych i niedowidzących.

## Siedziba
Centrum było zlokalizowane na kampusie centralnym UW w klasycystycznym budynku zbudowanym w 1953 roku na miejscu ruin północnego pawilonu Pałacu Kazimierzowskiego z początków XIX wieku. W pawilonie tym mieściły się niegdyś laboratoria chemiczne. Całość uległa kompletnemu zniszczeniu w trakcie II wojny światowej. Po odbudowie budynek przyznano nowo utworzonemu Wydziałowi Pedagogiki (w skład którego była przypisana wówczas psychologia), który zajmował ten budynek do roku 1974.
W 2006 roku budynek został wyremontowany i obecnie mieszczą się w nim:
- Biuro Prawne
- Biuro ds. Wspomagania Rozwoju Uczelni
- Biuro Z-cy Kanclerza ds. Informatycznych
- Dział Aplikacji Komputerowych
- Dział Serwisu Informatycznego
- Dział Sieci Komputerowych
- Dział Telekomunikacji
- Dział Wsparcia Informatycznego
- Dziekanaty oraz Sekcja Informacji, Promocji i Rozwoju Wydziału Prawa i Administracji
- Instytut Dziennikarstwa Wydziału Dziennikarstwa i Nauk Politycznych Uniwersytetu Warszawskiego